# خورخي مولينا كابريرا
خورخي مولينا كابريرا (بالإسبانية: Jorge Luis Molina)‏ هو لاعب كرة قدم ومدرب كرة قدم بيروفي، ولد في 5 مارس 1987 في ليما في بيرو. لعب مع أليانزا ليما وخوان أوريتش ونادي أياكوتشو.

## وصلات خارجية
- خورخي مولينا كابريرا على موقع قاعدة بيانات كرة القدم.إي يو (الإنجليزية)
- خورخي مولينا كابريرا على موقع Soccerway.com (الإنجليزية)
- خورخي مولينا كابريرا على موقع AS.com (الإسبانية)